# José Obeso Revuelta
José Obeso Revuelta (Tanos, Cantabria, 25 de diciembre de 1884 - 19 de abril de 1952) fue político español que fue alcalde del pueblo de Tanos, y presidente de la Junta Administrativa entre 1916 y 1924. Promovió la construcción de las antiguas escuelas (hoy centro recreativo y Cultural que lleva su nombre), y durante su mandato consiguió que se trajera la luz eléctrica al pueblo y la instalación del alumbrado público en Tanos en 1923.

## Infancia e inicios
José Obeso nació el 25 de diciembre de 1884, a las 8 de la mañana en la casa conocida como "La Portalada" en el Barrio de Arriba, en Tanos. Pocos años después fallece su padre Joaquin Obeso, en 1887. 
Tuvo una infancia difícil , pues con tan solo 12 años comenzó a trabajar en la tejera de Don Bernardo Argumosa, en condiciones de miseria y abandono. En 1899 marcha a Cádiz desde donde regresa un año después. Las circunstancias le llevaron a partir de entonces a trabajar en diferentes oficios: las Minas de Obregón, albañil y cantero, trabajos que iba compaginando con sus estudios. Este oficio de cantero le llevó a ser capataz de los obreros municipales de Torrelavega y Secretario de la Sociedad de Canteros, creada en 1902. Tras pasar tres años en La Habana (Cuba), en febrero de 1911 regresa a su Tanos natal.
Los cargos que ocuparía más adelante son:
- Secretario de la Sociedad de Canteros y similares de Torrelavega, entre 1904 y 1908, y entre 1911 y 1917
- Presidente de esta sociedad en 1917 y reelegido en 1919.
- Presidente de los campesinos del Partido Judicial de Torrelavega entre 1925 y 1934.
- Presidente de la agrupación de empleados municipales de Torrelavega entre 1931 y 1934.

## Alcalde de Tanos
José Obeso denunció la dejación de la Junta Administrativa de Tanos, que especialmente desde 1909 hasta 1916 permitió con su inacción la deforestación de grandes extensiones de arbolado autóctono (robles) y la apropiación de centenares de hectáreas de monte propiedad del pueblo, por parte de diversas personas, algunos ni siquiera vecinos del pueblo. Además, urgió la necesidad de traer un maestro al pueblo. En enero de 1916 los vecinos le hacen por votación popular Alcalde del Barrio de Tanos y Presidente de la Junta Administrativa. Su primera prioridad, fue traer un maestro al pueblo de Tanos, para lo cual reúne a todos los vecinos y les traslada la necesidad de hacer diputado a cortes a Don Marcial Solana González-Camino, quien finalmente sale elegido en las elecciones a cortes de 1916. Sin embargo, a pesar de su apoyo, Obeso no puede traer un maestro debido a que el pueblo no contaba con un local para poder dar clase, por lo que a partir de entonces inicia las gestiones para construir el nuevo edificio, por suscripción popular. Mientras tanto, José Obeso imparte clases en su domicilio, a aquellos niños y jóvenes que no pudieran tener acceso a la educación.  Él mismo aporta la cantidad de 160 pesetas, obra para la que se consiguieron recaudar en total 6.614 pesetas y 35 céntimos. La mayor aportación vino del Marqués de Valdecilla Ramón Pelayo, quien aportó 2.000 pesetas a la causa. Cuando en 1917 el edificio de las escuelas fue entregado al pueblo de Tanos, se colocó en su interior un retrato suyo al lado de la foto del Rey Alfonso XIII, con la leyenda "A Don José Obeso Revuelta fundador moral de este edificio destinado a la escuela de niños", fechado el 16 de agosto de 1917. José Obeso continuó desempeñando el cargo de Presidente de la Junta Administrativa y alcalde de barrio hasta diciembre de 1924 cuando la alcaldía pasó a depender del Ayuntamiento de Torrelavega, por disposición de la Dictadura de Primo de Rivera. La última junta administrativa estuvo presidida por José Obeso Revuelta, y como vocales los vecinos de Tanos Joaquín Obeso Santamaría, José Revuelta Goivuro, Avelino Mantecón Obeso, y Bartolomé Cano Sañudo. 
Las mejoras que este hombre consiguió para el pueblo de Tanos son:
- 1917 - Se construye bajo su dirección mediante suscripción popular el edificio "Escuela de Niños".
- 1917 - Reúne a todos los vecinos de "Lobio" y "Tanos" y de acuerdo ambos se constituyen en uno solo: TANOS
- 1920 - Se construye bajo su dirección entre los vecinos y el Ayuntamiento la otra parte del edificio "Escuela de Niñas".
- 1921 - Gestiona la traída de luz eléctrica al pueblo.
- 1922 - Construye la carretera del cementerio con ayuda del Ayuntamiento y Alfredo Fernández Velarde, por lo cual lleva su nombre.
- 1923 - El día 1 de enero Tanos empieza a disfrutar de luz eléctrica en las casas.
- 1923 - En noviembre del mismo año se inaugura el alumbrado público.
- 1924 - Renovación de las tubería de aguas de las 3 fuentes. Captación del manantial de abajo, construcción del depósito. Emplazamiento de 4 nuevas fuentes en la Avda Fernández Vallejo.

## Época franquista
Reconocido como un hombre lleno de inquietudes sociales y culturales, continuó despempeñando las funciones de capataz de los obreros en el Ayuntamiento de Torrelavega hasta la entrada de las tropas franquistas en la ciudad. Entonces fue despedido, negándosele el salario de los dos últimos meses de trabajo (agosto y septiembre de 1937), y más tarde detenido, siendo acusado de rebelión militar. Es conducido a prisión e ingresa en la cárcel provincial de Santander el 2 de septiembre de 1938, y se forma contra él consejo de guerra según procedimiento sumarísimo 23146. En ese procedimiento el juez instructor le formula cargos de "socialista de la completa confianza de los rojos y Frente Popular, por lo que se le considera muy peligroso". Tras pasar varios meses en prisión, fue dictada sentencia el 19 de diciembre de 1938 siendo absuelto de todos los cargos con gran cantidad de pronunciamientos favorables. Posteriormente y como consecuencia de haber sido expulsado del Ayuntamiento de Torrelavega en 1937, tuvo que entrar a trabajar en una empresa de construcción (Hijos de Segundo Fernández) que años después tuvo que abandonar por enfermedad, quedándole una pensión mínima de 302 pesetas al mes en el año 1945.
José Obeso falleció el 19 de abril de 1952 y fue enterrado en el cementerio Civil de Torrelavega, a donde fue llevado a hombros de cuatro albañiles, tras la negativa del entonces cura de Tanos, Angel Avellano Cabo, de darle cristiana sepultura, como fue su deseo.

## Reconocimiento póstumo
Tras la llegada de la democracia, el Ayuntamiento de Torrelavega realizó un reconocimiento en Pleno en sesión del 11 de agosto de 1980, restituyendo así su memoria. Así mismo, en 1987, la Coordinadora de Agrupaciones del pueblo de Tanos decidió que las reformadas escuelas viejas, pasaran el día de su inauguración a llamarse "Centro Recreativo y Cultural José Obeso Revuelta", para que su nombre sea siempre ejemplo de entrega desinteresada a los demás, centro que fue inaugurado en 1988 con la presencia de su hijo José Obeso García y del Alcalde José Gutiérrez Portilla. Posteriormente, se amplió y reformó el edificio para dar cabida a asociaciones culturales del pueblo de Tanos, siendo finalizadas las reformas en el año 2011. En el lugar hay actualmente una placa que reza: " A José Obeso Revuelta y todos los que con él colaboraron en la construcción de este edificio. Tanos 11-1-1919  -  16-7-1988."